# Železničko stajalište Altina
Železničko stajalište Altina nalazi se na magistralnoj pruzi 101/105, između železničkih stanica Zemun i Zemun Polje. Stajalište opslužuje okolna naselja Altina i Plavi horizonti.
Ovo stajalište je formirano u sklopu rekonstrukcije pruge Beograd – Novi Sad u periodu od 2019. do 2022. godine.. Na njemu staju samo vozovi BG voza.

## Izgled
Stajalište se sastoji iz dva perona dužine 110 metara, postavljena uz dva koloseka međusobno udaljena oko 50 metara, između kojih se proteže servisni kolosek ka tehničkoj stanici Zemun. Peroni su povezani podzemnim pešačkim prolazom.

## Pristup
Kod stajališta postoje otvoreni parkinzi za automobile i za bicikle, uz oba perona. Za pristup podzemnom prolazu izgrađena su liftovska okna, ali liftovi još uvek nisu pušteni u rad. Stajalište je opremljeno automatskim razglasom, a na gelenderima su ispisane informacije i na Brajevom pismu.
U blizini se nalaze stajališta gradskih autobusa 81 i 81L.

## Galerija
- Pogled sa perona I, prema stanici Zemun
- Intersiti voz Soko u prolazu po 2. koloseku